# Titanoceratops ouranos
Titanoceratops ouranos es la única especie conocida del género dudoso extinto Titanoceratops (nombre que significa "cara con cuernos titánica") de dinosaurio ceratopsiano ceratópsido, que vivió a finales del período Cretácico, hace aproximadamente entre 74–73 millones de años, durante el Campaniense, en lo que hoy es Norteamérica. Era un casmosaurino gigantesco que vivió durante el período Cretácico Superior en lo que ahora es Nuevo México, y es el triceratopsino más antiguo conocido. Sus fósiles fueron recuperados de una zona que podría ser la parte superior de la Formación Fruitland o la Formación Kirtland inferior. La cantera original se perdió, por lo que no se sabe de qué formación se excavó el fósil. Las formaciones son ambas del Campaniano tardío. Este dinosaurio fue formalmente nombrado por Nicholas R. Longrich en el año 2011 y su especie tipo es Titanoceratops ouranos. Con anterioridad, sus fósiles habían sido asignados a Pentaceratops.
Titanoceratops recibió su nombre por su gran tamaño, siendo uno de los dinosaurios con cuernos más grandes conocidos y la especie tipo fue nombrada T. ouranos, en honor a Urano, Ouranos, el padre de los titanes griegos. Fue nombrado en 2011 por Nicholas R. Longrich por un espécimen previamente referido a Pentaceratops. Longrich creía que las características únicas encontradas en el cráneo revelaban que era un pariente cercano de Triceratops, clasificado dentro del subgrupo Triceratopsini. Sin embargo, otros investigadores han expresado su escepticismo y creen que Titanoceratops es simplemente un espécimen inusualmente grande y viejo de Pentaceratops.
El espécimen holotipo es OMNH  10165, un esqueleto parcial que incluye un cráneo y mandíbulas en su mayoría completos y gran parte del esqueleto. El cráneo está incompleto, pero tal como está reconstruido actualmente, mide 2,65 metros de largo, lo que lo convierte en candidato para el cráneo más largo de cualquier animal terrestre. Tom Holtz (2010) notó que es extremadamente similar a sus parientes contemporáneos Eotriceratops y Ojoceratops, los cuales bien podrían ser sinónimos suyos. Con un peso estimado de 6,55 toneladas y una longitud de 6,8 metros, Titanoceratops era comparable en tamaño con los ceratopsianos más grandes, Torosaurus y Triceratops y probablemente era el animal más grande en su ecosistema, si no en América del Norte, en ese momento.

## Descripción

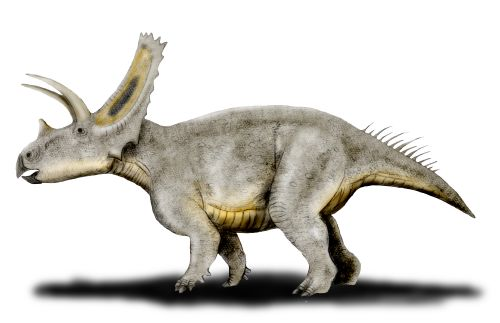
Reconstrucción artística de Titanoceratops

El cráneo mide 1,2 metros desde la punta del hocico hasta el cuadrado, y el volante restaurado extiende su longitud hasta 2,65 metros, lo que lo convierte en candidato para el cráneo más largo de cualquier animal terrestre. Titanoceratops era tan grande como los triceratopsínidos posteriores Triceratops y Torosaurus , con un peso estimado de 6,55 toneladas y un esqueleto montado que medía 6,8 metros de largo y 2,5 metros de alto en la parte posterior. En 2016 , Gregory S. Paul dio una estimación más baja de 6,5 metros y 4,5 toneladas. Tom Holtz en 2012 señaló que es extremadamente similar a sus contemporáneos estrechamente relacionados Eotriceratops y Ojoceratops, que pueden ser todos sinónimos. El esqueleto holotipo de Titanoceratops consta de un cráneo parcial con mandíbulas, vértebras sincervicales, cervicales, dorsales y sacras, vértebras caudales, costillas, húmeros, radio derecho, fémur, tibias, peroné derecho, ambos ilíacos, ambos isquiones y tendones osificados. En total, la cantidad de material asignado a Titanoceratops significa que es bastante conocido, junto con géneros como Triceratops, Vagaceratops, Pentaceratops , Chasmosaurus, Centrosaurus, Styracosaurus y Anchiceratops.

## Descubrimiento e investigación
El holotipo de Titanoceratops fue recolectado de la Formación Fruitland superior o de la Formación Kirtland inferior en julio de 1941, por un equipo de campo formado por J. Willis Stovall, su alumno Wann Langston Jr. y Donald E. Savage. No se conoce la ubicación precisa de la cantera. El espécimen holotipo consta de la mayor parte de las extremidades anteriores y posteriores, algunas vértebras, un cráneo bastante completo con solo una pequeña sección del volante y mandíbulas inferiores parciales. Los huesos, que se conservaron en una pizarra de grano fino, estaban aplastados y eran frágiles, por lo que inicialmente se consideró que el esqueleto no era adecuado para el montaje. Más tarde, sin embargo, se prepararon los fósiles y el esqueleto se exhibió en el Museo de Historia Natural de Oklahoma.
En 1998, el espécimen fue descrito por Thomas Lehman como un individuo aberrante e inusualmente grande de Pentaceratops sternbergii, previamente descrito en la misma área. El espécimen fue reinterpretado más tarde como miembro de Triceratopsini, el grupo que incluye a Triceratops, por Nicholas R. Longrich y recibió el nombre de Titanoceratops ouranos en 2011 . El nombre Titanoceratops se deriva del griego Titán, una raza mítica de gigantes, keras, κέρας, que significa "cuerno", y ops, ὤψ, "cara". El nombre de la especie T. ouranos , se refiere a Urano, el padre de la raza de los titanes. La reinterpretación de Longrich tendría importantes implicaciones para la historia evolutiva y la biogeografía de los dinosaurios casmosaurinos. Anteriormente, los orígenes de Triceratops eran poco conocidos. Hasta la reinterpretación de Longrich de Titanoceratops, se pensaba que Eotriceratops era el triceratopsínido más antiguo conocido y solo databa de 68 millones de años, de la región más alta de la Formación Horseshoe Canyon. No se conocían triceratopsínidos del Campaniense, por lo que parecía que el grupo evolucionó en el Maastrichtiense. Si Titanoceratops es miembro de este grupo, demostraría que evolucionaron millones de años antes de lo que se pensaba anteriormente, e implicaría una brecha de cinco millones de años en el registro fósil y el linaje fantasma que conduce a Eotriceratops. Sin embargo, varios estudios posteriores han puesto en duda la hipótesis de que Titanoceratops es un triceratopsínido.

## Clasificación

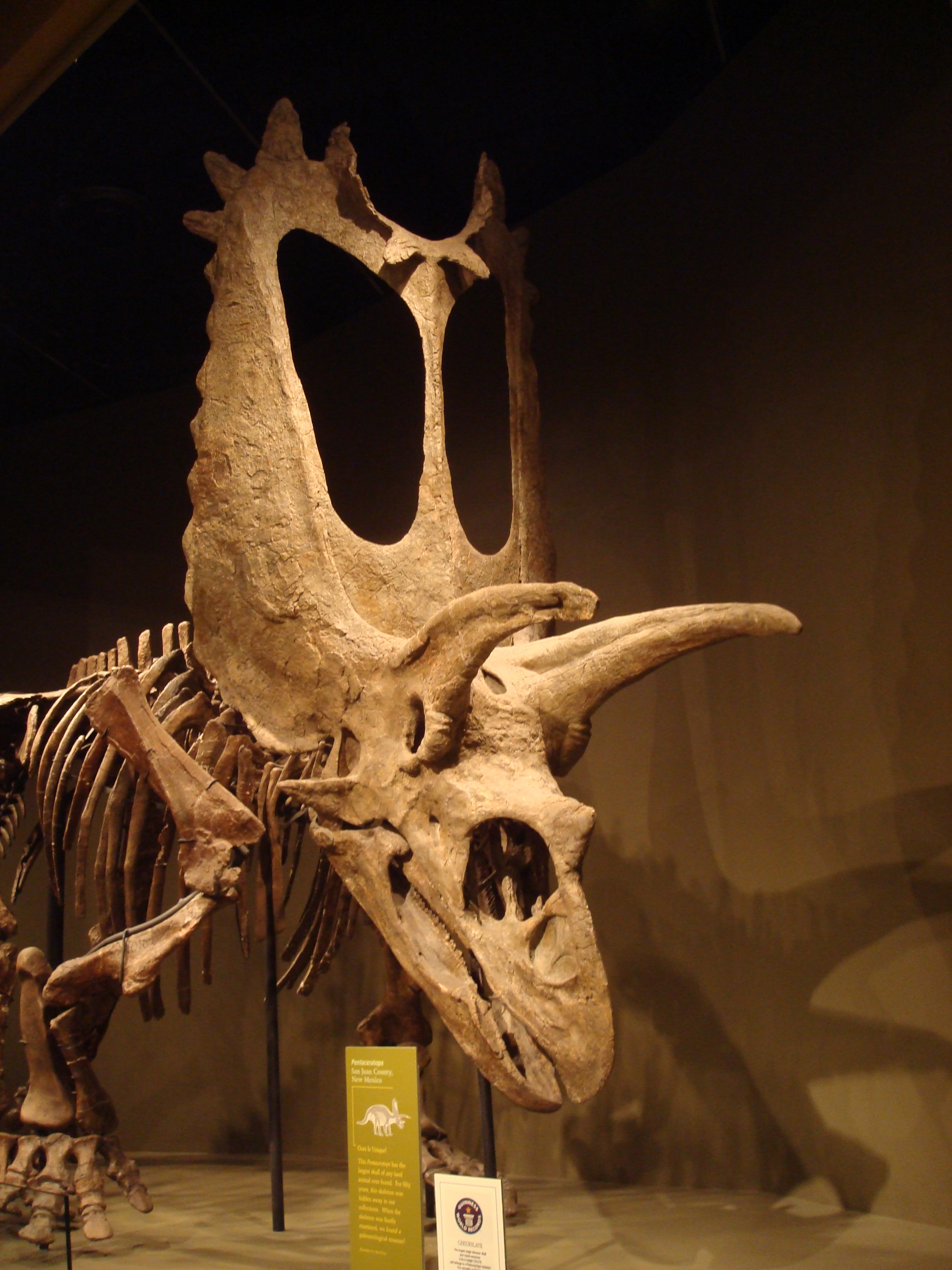
El holotipo, erróneamente catalogado como Pentaceratops, con su gola restaurada a partir de la de ese género

OMNH 10165 es un fósil de casmosaurino particularmente grande, que Lehman asignó originalmente al género Pentaceratops, creyendo que era un espécimen particularmente grande y viejo. Un estudio de 2011 realizado por Longrich no estuvo de acuerdo con esta interpretación y concluyó que en realidad era un género distinto, al que llamó Titanoceratops. Longrich interpretó que el espécimen compartía más características con Triceratops y Torosaurus que con Pentaceratops y nombró un nuevo grupo, Triceratopsini, para contenerlos a todos. Longrich usó las siguientes características para distinguir al espécimen de otros casmosaurinos: la posesión de escamosos delgados (Triceratops), una fenestra parietal no sellada (Triceratops), un epiyugal que se asemeja a una estructura en forma de cuerno (Triceratops), una estrecha barra mediana del parietal (Triceratops), (Torosaurus), un puntal narial orientado verticalmente con una base estrecha (Triceratops, Torosaurus), un epoccipital agrandado en el extremo posterior del escamoso (Triceratops, Torosaurus, Eotriceratops), una fosa premaxilar extremadamente agrandada (Triceratops, Torosaurus, Eotriceratops) y el carecer de un proceso narial del premaxilar dorsalmente flexionado (Triceratops, Torosaurus, Eotriceratops).
Lehman ignoró la reclasificación de Longrich en sus propias publicaciones posteriores. Como parte de un estudio de 2020 realizado por Fowler y Freedman Fowler, los autores revaluaron críticamente la evidencia de que Titanoceratops era un género distinto. Estuvieron de acuerdo con la evaluación original de Lehman de que las características del espécimen que parecían únicas probablemente se debieron simplemente a la edad avanzada y al tamaño inusualmente grande. En espera de una revaluación completa del espécimen por parte de otros investigadores, Fowler y Freedman Fowler optaron por considerar a OMNH 10165 simplemente como un gran Pentaceratops.

## Paleoecología
Titanoceratops se conoce de OMNH 10165, un esqueleto de la parte más baja de Fruitland o de la parte superior de la Formación Kirtland. La Formación Fruitland tiene unos 100 metros de espesor y consiste en areniscas, lutitas y abundantes carbones depositados en una llanura aluvial costera. Los árboles fósiles abundan en el área de donde se recolectó el holotipo, lo que sugiere un ambiente húmedo y bien arbolado. La Formación Kirtland, que se superpone concordantemente a Fruitland, tiene aproximadamente 600 metros de espesor y está formada por arenisca, limolita, lutita y esquisto. Ambas formaciones son de edad Campaniense tardía. El Fossil Forest Member de Fruitland tiene 74,11 ± 0,62 millones de años, y el Hunter Wash Member de Kirtland tiene entre 73,37 ± 0,18 y 73,04 ± 0,25 millones de años. Los dos miembros combinados conforman la fauna local de Hunter Wash. Por lo tanto, Titanoceratops data de hace entre 74 y 73 millones de años. La era en la que vivió Titanoceratops se llama la era de los vertebrados terrestres de Kirtland y se caracteriza por la aparición de Pentaceratops sternbergii.
Se conoce una fauna moderadamente diversa de las formaciones Kirtland y Fruitland. Entre los dinosaurios conocidos de las formaciones Fruitland y Kirtland se encuentran los terópodos Bistahieversor sealeyi, anteriormente Daspletosaurus sp. y Albertosaurus sp., "Saurornitholestes" robustus, Paronychodon lacustris y un ornitomímido indeterminado, anteriormente Ornithomimus antiquus,  los hadrosáuridos Anasazisaurus horneri y Parasaurolophus cyrtocristatus, el paquicefalosauriano Stegoceras novomexicanum, antes llamado S. validum, el anquilosauriano Nodocephalosaurus kirtlandensis y los ceratópsidos Pentaceratops sternbergii y un centrosaurino no identificado.
La fauna no dinosaurios incluye los peces Myledaphus bypartitus y Melvius chauliodous, las tortugas Denazinemys ornata, Denazinemys nodosa, Boremys grandis, Neurankylus baeuri, Adocus bossi, Adocus kirtlandicus, Basilemys nobilis, Asperideretes ovatus, "Plastomenus" robustus y Bothremydidae n. gen., barberl, los cocodrilianos Denazinosuchus kirtlandicus, Brachychampsa montana, Deinosuchus rugosus y Leidyosuchus sp..  Entre los mamíferos Paracimexomys judithae, Mesodma senecta, Mesodma sp., Cimexomys sp., Cinemoxys antiquus, Kimbetohia campi, Cimolodon electus, Meniscoessus intermedius, Essonodon sp., Alphadon marshi, Alphadon wilsoni, Alphadon sp. A, Alphadon sp. B, Alphadon? sp., Pediomys cooki; Gypsonictops sp., Cimolestes sp  y un eucosmodontido indeterminado.
Titanoceratops apoya la idea de que las faunas de dinosaurios del Cretácico tardío eran altamente endémicas, con especies distintas encontradas en las Grandes Llanuras del Sur de Nuevo México y las Grandes Llanuras del Norte de Montana y Canadá. A pesar del extenso muestreo al norte en la Formación Dinosaur Park y la Formación Two Medicine, las triceratopsínidos son desconocidos allí. Esto implica que los triceratopsínidos evolucionaron originalmente en el sur y luego se extendieron hacia el norte en el Maastrichtiense.